# Algot Ruhe
Algot Henrik Leonard Ruhe, född den 3 november 1867 i Lund, död 24 september 1944 i Danderyd, var en svensk tandläkare, författare och översättare. Pseudonymer: Erland Gade och Mogens Lang. Han var far till Sven Ruhe.

## Biografi
Ruhe blev student vid Lunds universitet 1887, avlade tandläkarexamen i Köpenhamn 1891 och var praktiserande tandläkare i Danmark, Tyskland och Frankrike 1891–96. Han blev legitimerad svensk tandläkare 1897 och var praktiserande tandläkare i Stockholm 1897–1902. Han var redaktör för Dansk Tandlægeforenings Tidsskrift 1894, redaktionssekreterare i Odontologisk Tidskrift 1898–99 samt utgivare av och redaktör för Nordisk Tandläkaretidskrift 1900–02.

### Författarskap
Ruhe ägnade sig därefter uteslutande åt sitt författarskap. Novellerna Bakom fasaden (1901), Cyril och Irmelin (1902; ny uppl. med titeln Två om en kvinna, 1910), Svaga herrar (1902) och romanen Den tredje Adam (1903) är ironiska skildringar från dåtidens sekelskifte; Heliga kvinnor (1905) utgör kåserier över katolska helgon. Menlösa barn (1909), Den förbjudna frukten (2 uppl. 1910), Virvlar (1910) med flera arbeten är också modern novellistik; De två nationerna (1914) syftar till en omfattande samhällsskildring. Ruhe umgicks vid sekelskiftet med kretsen kring Les quatre diables, ett litterärt uppsalakotteri. 
Från och med 1910-talet ägnade sig Ruhe med stor framgång åt att i Sverige göra den franske filosofen Henri Bergson känd genom översättningar, föredrag och essäer. Han översatte även annan fransk litteratur, bland annat En kammarsnärtas upplevelser (Le Journal d'une femme de chambre) av Octave Mirbeau.

### Skönlitteratur
- Bakom fasaden : femton små komedier. Stockholm: Gernandt. 1901. Libris 674923. https://runeberg.org/rabakom/
- Cyril och Irmelin. Stockholm: Beijer. 1902. Libris 1728233
  -  Två om en kvinna (Ny genoms. uppl. af Cyril och Irmelin). Stockholm: Holmquist. 1910. Libris 1617087
- Svaga herrar : roman. Stockholm: Beijer. 1902. Libris 1728236
- Bundet spel. Stockholm. 1903. Libris 3018910 - Särtryck ur: Ord och bild 1903.
- Den tredje Adam : roman. Stockholm: Wahlström & Widstrand. 1903. Libris 1728234
- Heliga kvinnor : deras lefnad och under, som de förtäljas i gamla skrifter. Stockholm: Wahlström & Widstrand. 1905. Libris 1728235
- Menlösa barn : femton små skisser och komedier. Stockholm: Wahlström & Widstrand. 1909. Libris 1617085
- Den förbjudna frukten. Stockholm: Holmquist. 1910. Libris 1617083
- Virvlar : tolv konter och komedier. Stockholm: Wahlström & Widstrand. 1910. Libris 1617088
- Den höga familjen. Stockholm: Holmquist. 1911. Libris 1638837
- Det ljusa budskapet. Stockholm: Fram. 1911. Libris 1638838
- De två nationerna. Stockholm: Wahlström & Widstrand. 1914. Libris 1638836
- Sveriges ånger. Stockholm: Wahlström & Widstrand. 1915. Libris 1635949
- Flammorna och röken : roman. Stockholm: Tiden. 1920. Libris 1657932
- Under kärlekens vingspets : roman. Stockholm: Åhlén & Åkerlund. 1923. Libris 1481252
- Amors skälmstycken och andras. Stockholm: B. Wahlström. 1925. Libris 1481250
- Staden i vår dröm. Stockholm: Hökerberg. 1927. Libris 1342640
- Är jag välkommen? : tidsroman. Stockholm: B. Wahlström. 1935. Libris 1354528

### Varia
- Maxim Gorkij : upprorsmannen  : hans lif och litterära verksamhet. Fria ord, 99-2318345-9 ; 5. Stockholm: Björck & Börjesson. 1905. Libris 8228620
- Kampen för religionsfrihet. Malmö: Socialdemokrat. ungdomsförbundet. 1906. Libris 1617084
- Jean Jaurès. Frams småskrifter ; 19. Malmö. 1907. Libris 3018906
- Töm kyrkan! : En stridsskrift mot de kristna bruken. Malmö: Framtiden. 1908. Libris 1617089
- Socialism och livsglädje. Stockholm: Fram. 1910. Libris 1617086
- Henri Bergson : tänkesättet Bergson i dess grunddrag. Stockholm: Wahlström & Widstrand. 1914. Libris 848703
- Gamla studenter och nya människor. Stockholm: Wahlström & Widstrand. 1915. Libris 1638839
- Woodrow Wilson : människan och statsmannen. Stockholm: Sv. andelsförl. 1916. Libris 1657934
- Jag och du : i samtal och umgänge  : studier över en sida av livet. Stockholm: Geber. 1922. Libris 1481251
- Vingarnas hjältar : äventyr och händelser i luften. Stockholm: Natur o. kultur. 1928. Libris 1329905
- Stationsinspektorsföreningen vid Sveriges statsbanor : Minnesskrift till 50-årsdagen den 11 april 1937  : På föreningens uppdrag utarb. Stockholm: Caslon press. 1937. Libris 1375750

### Översättningar (urval)
- Ernest Renan: Jesu lefnad (La vie de Jésus) (Ljus, 1907)
- Henri Bergson: Skrattet: en undersökning av komikens väsen (Le rire) (Wahlström & Widstrand, 1910)
- Henri Bergson : Intuition och Intelligens, Inledning till metafysiken av Henri Bergson, Till svenska av Algot Ruhe, (Wahlström & Widstrand, 1911)
- Jean Finot: Långlevnadens konst (Wahlström & Widstrand, 1912)
- Werner Sombart: Kapitalismens anda : bidrag till den moderna affärsmänniskans andliga utvecklingshistoria (Der Bourgeois. Zur Geistesgeschichte des modernen Wirtschaftsmenschen) (Norstedt, 1916)
- Walther Rathenau: Till Tysklands ungdom: tankar om den tyska folkkaraktären (Geber, 1918)
- W. N. P. Barbellion: Ur en bruten mans anteckningar (Ur The journal of a disappointed man) (Wahlström & Widstrand, 1922). Ny uppl. h:ström - Text & kultur, 2005
- Jean Anthelme Brillat-Savarin: Smakens fysiologi (Wahlström & Widstrand, 1924)
- Johann Peter Eckermann: Samtal med Goethe under hans sista levnadsår (Gespräche mit Goethe) (Natur och kultur, 1925)
- Edmond de Goncourt och Jules de Goncourt: Bröderna Goncourts dagbok: minnen från det litterära livet 1851-1895 (i urval till svenska av Algot Ruhe, Wahlström & Widstrand, 1927)
- Francis Carco: Den stora ångesten (Perversité) (Frans Aldor, 1932). Ny uppl. 1939 med titeln Åtrå
- Theodoor Hendrik van de Velde: Den sexuella fientligheten i äktenskapet (Frans Aldor, 1933)